# KK Pirot
O Košarkaški klub Pirot (em sérvio:  кошаркашки клуб Пирот), conhecido também apenas como KK Pirot, é um clube de basquetebol baseado em Pirot, Sérvia que atualmente disputa a 1.MLS. Manda seus jogos no Pavilhão esportivo Kej em Pirot.

## Histórico de temporadas
| Temporada | Nível | Liga  | Pos. | J     | PL | Resultado        |
| --------- | ----- | ----- | ---- | ----- | -- | ---------------- |
| 2011-12   | 3     | 1.MRL | 3º   | 22-4  |    |                  |
| 2012-13   | 3     | 1.MRL | 1º   | 24-2  |    | Promovidocampeão |
| 2013-14   | 2     | 2.MLS | 7    | 13-13 |    |                  |
| 2014-15   | 2     | 2.MLS | 3    | 20-6  |    |                  |
| 2015-16   | 2     | 2.MLS | 8    | 13-13 |    |                  |
| 2016-17   | 2     | 2.MLS | 4    | 17-9  |    |                  |
| 2017-18   | 2     | 2.MLS | 4    | 15-11 |    |                  |
| 2018-19   | 2     | 2.MLS | 6    | 14-12 |    |                  |

fonte:srbijasport.net